# Simon Vroemen
Simon Vroemen (Países Bajos, 11 de mayo de 1969) es un atleta neerlandés retirado especializado en la prueba de 3000 m obstáculos, en la que ha conseguido ser subcampeón europeo en 2002.

## Carrera deportiva
En el Campeonato Europeo de Atletismo de 2002 ganó la medalla de plata en los 3000 m obstáculos, con un tiempo de 8:24.45 segundos, llegando a meta tras el español Antonio David Jiménez y por delante del atleta también español Luis Miguel Martín (bronce).